# Литл Су (Ајова)
Литл Су (енгл. Little Sioux) град је у америчкој савезној држави Ајова. По попису становништва из 2010. у њему је живело 170 становника.

## Демографија
Према попису становништва из 2010. у граду је живело 170 становника, што је -47 (-21.7%) становника више него 2000. године.
| Група             | 2000.       | 2010.       |
| Белци             | 216 (99,5%) | 166 (97,6%) |
| Афроамериканци    | 0 (0,0%)    | 0 (0,0%)    |
| Азијати           | 0 (0,0%)    | 0 (0,0%)    |
| Хиспаноамериканци | 1 (0,5%)    | 4 (2,4%)    |
| Укупно            | 217         | 170         |